# Leighton Baines
Leighton Baines (ur. 11 grudnia 1984 w Kirkby) – angielski piłkarz grający na pozycji lewego obrońcy.

## Kariera klubowa
Piłkarską karierę Baines rozpoczął w zespole Wigan Athletic. W 2002 roku awansował do składu pierwszej drużyny, a 14 grudnia zadebiutował w jej barwach w rozgrywkach Division Two, w wygranym 2:0 domowym spotkaniu z Oldham Athletic. W swoim pierwszym sezonie rozegrał tylko 6 spotkań w lidze, a Wigan na koniec sezonu 2002/2003 awansował do Division One. Na zapleczu Premiership Leighton grał w większej liczbie meczów, a w sezonie 2004/2005 zdobył pierwszego gola w karierze, gdy w grudniowym meczu z Ipswich Town (2:1) zdobył gola z większej odległości. Z Wigan awansował do Premiership, a w niej z kolei po raz pierwszy wystąpił 14 sierpnia przeciwko Chelsea F.C. (0:1). Jeszcze w lutym 2005 przedłużył kontrakt z Wigan i w barwach tego klubu występował do lata 2007. W 2006 roku dotarł do finału Pucharu Ligi Angielskiej, ale Wigan przegrało w nim 0:4 z Manchesterem United. Natomiast na koniec sezonu 2006/2007 Leighton przeżył spadek do Championship.
Latem 2007 Baines otrzymał oferty z Evertonu, Newcastle United i Sunderlandu. W lipcu odrzucił ofertę tego trzeciego klubu, a 6 sierpnia podpisał kontrakt z Evertonem, który zapłacił za niego kwotę 5 milionów funtów. 25 sierpnia zadebiutował w koszulce „The Toffies” w zremisowanym 1:1 spotkaniu z Blackburn Rovers. W całym sezonie wystąpił jednak tylko w 22 spotkaniach i przegrywał rywalizację o miejsce w składzie z Joleonem Lescottem. Wystąpił także w 5 spotkaniach Pucharu UEFA, a w lidze zajął z Evertonem 5. miejsce.
| Sezon   | Klub           | Kraj   | Rozgrywki                    | Mecze | Bramki |
| ------- | -------------- | ------ | ---------------------------- | ----- | ------ |
| 2002/03 | Wigan Athletic | Anglia | Division Two                 | 6     | 0      |
| 2003/04 | Wigan Athletic | Anglia | Division One                 | 26    | 0      |
| 2004/05 | Wigan Athletic | Anglia | Football League Championship | 41    | 1      |
| 2005/06 | Wigan Athletic | Anglia | Premier League               | 37    | 0      |
| 2006/07 | Wigan Athletic | Anglia | Premier League               | 35    | 3      |
| 2007/08 | Everton        | Anglia | Premier League               | 22    | 0      |
| 2008/09 | Everton        | Anglia | Premier League               | 31    | 1      |
| 2009/10 | Everton        | Anglia | Premier League               | 37    | 1      |
| 2010/11 | Everton        | Anglia | Premier League               | 38    | 5      |
| 2011/12 | Everton        | Anglia | Premier League               | 33    | 4      |
| 2012/13 | Everton        | Anglia | Premier League               | 38    | 6      |
| 2013/14 | Everton        | Anglia | Premier League               | 32    | 5      |
| 2014/15 | Everton        | Anglia | Premier League               | 30    | 2      |
| 2015/16 | Everton        | Anglia | Premier League               | 18    | 2      |
| 2016/17 | Everton        | Anglia | Premier League               | 32    | 3      |
| 2017/18 | Everton        | Anglia | Premier League               | 23    | 2      |
| 2017/18 | Everton        | Anglia | Premier League               | 6     | 0      |

## Kariera reprezentacyjna
W latach 2004–2007 Baines wystąpił w 16 spotkaniach młodzieżowej reprezentacji Anglii U-21, w których zdobył jednego gola. Miało to miejsce w październiku 2006 podczas eliminacji do Mistrzostw Europy U-21 w spotkaniu z Niemcami. Na samym turnieju rozegrał 4 mecze i dotarł z Anglią do półfinału.
3 marca 2010 roku zadebiutował w pierwszej reprezentacji w spotkaniu z Egiptem.